# نشان شجاعت
نشان شجاعت از نشان‌های افتخار در ایران است. براساس ماده ۱۴ آیین‌نامه اعطای نشان‌های دولتی، نشان «شجاعت» به افرادی اعطا می‌شود که به واسطه برخورداری از این ویژگی والای انسانی در جهتی از جهات ذیل موفق گردند:
1. داوطلب شدن در انجام امور دشواری که برای کشور از حساسیت خاصی برخوردار است.
2. پذیرفتن مأموریت‌های خطیر دولتی یا وظایف مهم اجتماعی که با خطرات احتمالی همراه هستند.
3. استفاده بجا و شایسته از مجموعه نیروها و مهارت‌های بدنی در جهت نیل به هدفی والا

## دریافت‌کنندگان
| ردیف | نام دریافت کننده      | نشان       | درجه     | اهدا شده توسط       | در تاریخ         |
| ---- | --------------------- | ---------- | -------- | ------------------- | ---------------- |
| ۱.   | رسول خادم             | نشان شجاعت | درجه یکم | اکبر هاشمی رفسنجانی | ۱۵ مهر ۱۳۷۵      |
| ۲.   | عباس جدیدی            | نشان شجاعت | درجه دوم | اکبر هاشمی رفسنجانی | ۱۵ مهر ۱۳۷۵      |
| ۳.   | امیررضا خادم          | نشان شجاعت | درجه سوم | اکبر هاشمی رفسنجانی | ۱۵ مهر ۱۳۷۵      |
| ۴.   | محمد شهسواری          | نشان شجاعت | درجه سوم | اکبر هاشمی رفسنجانی | ۲۷ دی ۱۳۷۵       |
| ۵.   | حبیب‌الله ناظریان خبری | نشان شجاعت | درجه سوم | اکبر هاشمی رفسنجانی | ۱۱ مرداد ۱۳۷۶    |
| ۶.   | حیدر بهمنی            | نشان شجاعت | درجه سوم | سید محمد خاتمی      | ۲۱ دی ۱۳۷۹       |
| ۷.   | حسین رضازاده          | نشان شجاعت | درجه یکم | سید محمد خاتمی      | ۱۹ دی ۱۳۸۱       |
| ۸.   | علیرضا دبیر           | نشان شجاعت | درجه دوم | سید محمد خاتمی      | ۱۹ دی ۱۳۸۱       |
| ۹.   | هادی ساعی             | نشان شجاعت | درجه سوم | سید محمد خاتمی      | ۱۹ دی ۱۳۸۱       |
| ۱۰.  | محمدتقی معقول         | نشان شجاعت | درجه سوم | سید محمد خاتمی      | ۸ مرداد ۱۳۸۲     |
| ۱۱.  | علی دایی              | نشان شجاعت | درجه سوم | سید محمد خاتمی      | ۴ مرداد ۱۳۸۳     |
| ۱۲.  | ابوالقاسم آمانگاه     | نشان شجاعت | درجه سوم | محمود احمدی‌نژاد     | ۱۵ فروردین ۱۳۸۶  |
| ۱۳.  | محمدرضا میرزایی جابری | نشان شجاعت | درجه یکم | محمود احمدی‌نژاد     | ۲۳ اردیبهشت ۱۳۸۶ |
| ۱۴.  | مختار نورافشان        | نشان شجاعت | درجه یکم | محمود احمدی‌نژاد     | ۲۳ اردیبهشت ۱۳۸۶ |
| ۱۵.  | غلامرضا حسنی          | نشان شجاعت | درجه یکم | محمود احمدی‌نژاد     | ۱۴ فروردین ۱۳۹۰  |
| ۱۶.  | محمد بنا              | نشان شجاعت | درجه یکم | محمود احمدی‌نژاد     | ۲۹ شهریور ۱۳۹۱   |
| ۱۷.  | کوروش باقری           | نشان شجاعت | درجه سوم | محمود احمدی‌نژاد     | ۲۹ شهریور ۱۳۹۱   |
| ۱۸.  | علی‌اکبر صالحی         | نشان شجاعت | درجه یکم | حسن روحانی          | ۱۹ بهمن ۱۳۹۴     |
| ۱۹.  | حسین دهقان            | نشان شجاعت | درجه یکم | حسن روحانی          | ۱۹ بهمن ۱۳۹۴     |
| ۲۰.  | سید نورخدا موسوی مفرد | نشان شجاعت | درجه یکم | حسن روحانی          | ۱۷ اسفند ۱۳۹۴    |